# Eublemma inamoena
Eublemma inamoena là một loài bướm đêm trong họ Erebidae.